# Becoming
Min historia (engelska: Becoming) är en bästsäljande memoarbok av Michelle Obama, skriven av en spökskrivare och ett författarlag, utgiven i november 2018, översatt till 23 språk och som i flera länder legat i topp eller i toppskiktet på olika listor över mest sålda böcker under 2018 och 2019.